# 정정수 (축구인)
정정수(1969년 11월 20일 ~ )는 대한민국의 은퇴한 축구 선수 및 지도자이다. 고려대학교를 졸업하였으며 1998 시즌 K리그 도움상을 수상하였다. 1994년에 현대 호랑이 (현 울산 현대 축구단)에서 데뷔하여 원클럽맨으로 활약하다 2003년 5월 은퇴하였다. 2008년 K3리그의 경주시민구단에서 잠시 활약하였다.

## 수상

### 클럽
울산 현대 호랑이
- K리그 우승 1회 : 1996

### 개인
- K리그 도움상 : 1998
- K리그 베스트 11 : 1998

## 참고 자료
- K리거 정정수, 은퇴 5년 만에 K3리그로 컴백